# مورگان رودستر
مورگان رودستر (Morgan Roadster) خودرویی است که از سال ۲۰۰۴ تا کنون تولید شده‌است. طول آن در حالت طبیعی ۴٬۰۱۰ میلیمتر (۱۵۷٫۹ اینچ)، عرض آن در حالت طبیعی ۱٬۶۱۰ میلیمتر (۶۳٫۴ اینچ) و ارتفاع آن در حالت طبیعی ۱٬۲۲۰ میلیمتر (۴۸٫۰ اینچ) است.